# Диндино
Диндино (Дендино) — деревня в Смоленской области России, в Сафоновском районе. Население — 1 житель (2007 год) . Расположена в центральной части области в 10 км к востоку от города Сафонова, в 7 км южнее автодороги М1 «Беларусь», на правом берегу Днепра. В 5 км северо-восточнее деревни железнодорожная станция О.п. 300-й км на линии Москва — Минск. Входит в состав Дуровского сельского поселения.

## История
Упоминается в 1503 году в духовной грамоте великого князя Ивана III-го, как входящая в состав волости Негомля Дорогобужского уезда. В годы Великой Отечественной войны деревня была оккупирована гитлеровскими войсками в сентябре 1941 года, освобождена в 1943 году.